# Morgenia melica
Morgenia melica är en insektsart som beskrevs av Karsch 1893. Morgenia melica ingår i släktet Morgenia och familjen vårtbitare. Inga underarter finns listade i Catalogue of Life.